# Bembidion continens
Bembidion continens är en skalbaggsart som beskrevs av Thomas Casey. Bembidion continens ingår i släktet Bembidion och familjen jordlöpare. Inga underarter finns listade i Catalogue of Life.